# علی غضنفری
علی غضنفری رئیس فدراسیون بسکتبال ایران طی سال های  ۱۳۷۶ تا ۱۳۸۱ بود. در دوران ریاست وی برنامه ریزی روی تیم های پایه و استعدایابی مورد توجه بود. بازیکنانی نظیر حامد حدادی، مهدی کامرانی، صمد نیکخواه بهرامی، حامد آفاق و اوشین ساهاکیان حاصل این برنامه های استعدادیابی بودند.

## فعالیت‌های ورزشی و مدیریتی
- در زمان ریاست وی، مربیانی نظیر سعید فتحی برنامه‌ریزی وسیعی برای استعدادیابی انجام دادند که حاصل آن پرورش نسل طلایی بسکتبال ایران و معرفی بازیکنانی نظیر حامد حدادی، مهدی کامرانی، صمد نیکخواه‌بهرامی، حامد آفاق و اوشین ساهاکیان بود.[۱] این بازیکنان در سال ۲۰۰۰ وارد تیم ملی شدند و در سال ۲۰۰۷ اولین موفقیت را کسب کردند.[۲][۳]
- برگزاری تورنمنت با حضور تیم های امریکا (برای اولین بار) و روسیه [۴]

## آثار
- آموزش بسكتبال حرفه ای، نوشته گونتر هاگه دورن، ترجمه علی غضنفری
- مقاله وضعیت دریافت غذایی، ترکیب بدن و توان هوازی بسکتبالیست های حاضر در اردوی آمادگی تیم ملی جمهوری اسلامی ایران طی سال ۱۳۷۶، نویسندگان: ناهید سالارکیا، سیدمسعود کیمیاگر، علی غضنفری، آزاده امین پور، سال انتشار ۱۳۷۸، دوماهنامه فیض شماره ۱، دوره ۳[۵]

## سایر سوابق
غضنفری مدیر عامل سابق شرکت کروپ آلمان در ایران بود. او سابقه تدریس در دانشگاه وولفسبورگ آلمان، دانشگاه تهران و ریاست اتاق بازرگانی ایران و آلمان را در کارنامه دارد.